# Jacobus Johannes van Ronzelen

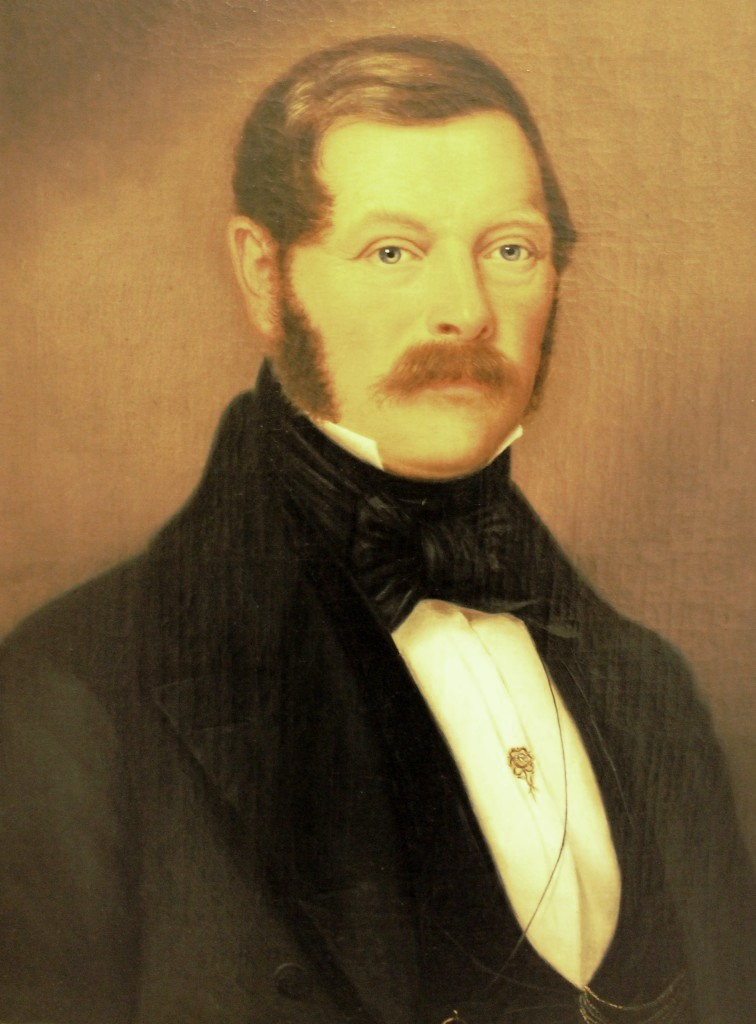
Van Ronzelen

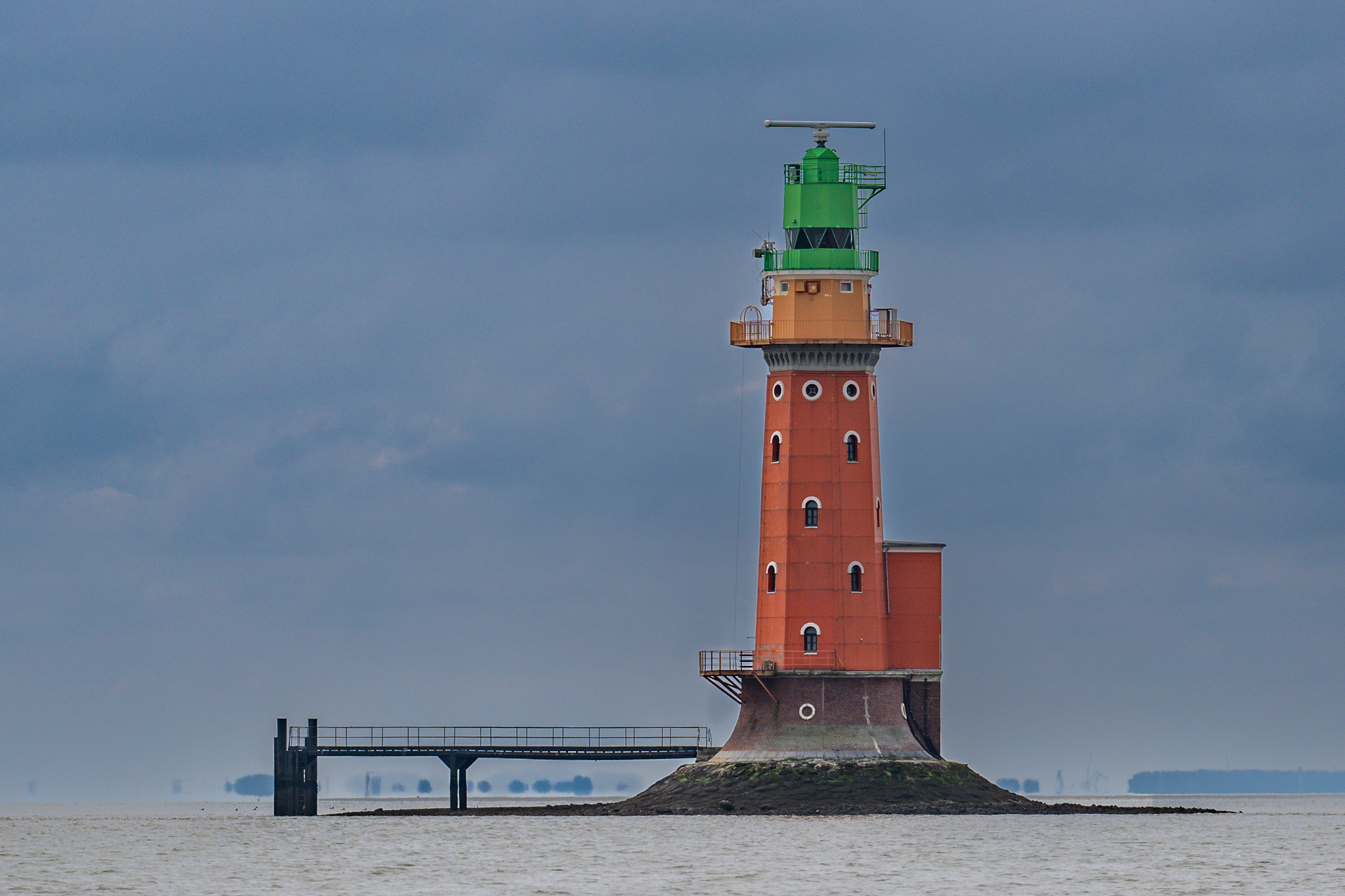
Van Ronzelen ontwierp de vuurtoren Hoheweg (1855-1856)

Jacobus Johannes (ook: Johannes Jakob) van Ronzelen (Amsterdam, 12 juni 1800 - Bremerhaven, 30 november 1865) was een Nederlands waterbouwkundige, die bekendheid geniet doordat onder zijn leiding de havens van Bremerhaven werden aangelegd.

## Biografie
Van Ronzelen werd in 1800 geboren als zoon van de directeur stadswaterwerken van Amsterdam. Hij studeerde wiskunde en ingenieurswetenschappen aan de Artillerie- en Genieschool te Delft en op negentienjarige leeftijd trad hij in dienst bij de stadswaterwerken van zijn geboortestad. Van Ronzelaar was in 1824 als ingenieur betrokken bij de aanleg van het Noord-Hollandsch Kanaal en later bij de bouw van de havenwerken van Het Nieuwe Diep (Den Helder).
In 1826 vroeg de stad Bremen hem om een haalbaarheidsstudie uit te voeren voor de aanleg van een zeehaven aan de Wezermonding. In en rond Bremen raakte de Wezer steeds meer verzand en daarom werd besloten een diepe haven nabij de monding te bouwen. De eerste haven van Bremerhaven, thans Alter Hafen genoemd, werd onder leiding van Van Ronzelen tussen 1827 en 1830 aangelegd. Het was een voor die tijd kolossale onderneming, omdat het havenbekken van 750 meter lang, 57,5 meter breed en 5,25 meter diep met de hand moest worden uitgegraven. De uitvoering was grotendeels in handen van Nederlandse aannemers. Met de bouw was drie miljoen Mark gemoeid en het was de op een na grootste zeehaven van Duitsland. Van Ronzelen ontwierp voor de haven ook een schutsluis, de eerste ter wereld met ijzeren sluisdeuren, aansluitende dijklichamen en enkele havengebouwen.
Na het voltooien van de eerste haven bleef Van Ronzelen als bouwmeester en planoloog verbonden aan de stad Bremen. Hij ontwierp het stratenplan van Bremerhaven en bouwde de vuurtoren Hoheweg. Ter uitbreiding van de havens leidde hij de bouw van de Nieuwe Haven van 1847 tot 1852 en twee vergrotingen daarvan in 1858 en 1862/63.
Ook in de steden Kiel en Cuxhaven leidde Van Ronzelen de bouw van havenwerken.
Van Ronzelen woonde tot aan zijn dood in 1865 in Bremerhaven en werd er begraven.

## Familie
Van Ronzelens kleindochter was de Duits-Amerikaanse psychoanalytica Karen Horney, zijn achterkleindochter de actrice Brigitte Horney.

## Publicaties
- J.J. van Ronzelen (1849). Bremerhaven mit den in Ausführung begriffenen neuen Havenanlagen herausgegeben zum besten Hülfsbedürftiger.
- J.J. van Ronzelen (1857). Beschreibung des Baues des Bremer Leuchtthurmes an der Stelle der Bremerbaake in der Wesermündung. L. von Vangerow, Bremerhaven.

- Gemeinsame Normdatei: 139230815
- International Standard Name Identifier: 0000 0000 7129 449X
- Virtual International Authority File: 100522637
- WorldCat: E39PBJpYygjFY8gvkpbxhKP84q